# Gmina Velika Polana
Velika Polana – gmina w Słowenii. W 2002 roku liczyła 1511 mieszkańców.

## Miejscowości
Miejscowości wchodzące w skład gminy Velika Polana:
- Brezovica
- Mala Polana
- Velika Polana – siedziba gminy